# Ябур Василь
Василь Ябур (28 жовтня 1936, Стащін (нині Словаччина), округ Снина — 1 червня 2025, Пряшів, Словаччина) — мовознавець, педагог і кодифікатор русинської мови на Пряшівщині (Словаччина).
Навчався в російській гімназії в Гуменнім в 1947—1953 рр. Після того як в ЧССР припинилася українізація карпатських русинів, у 1954 р. закінчив навчання в українській середній школі в Снині. Потім продовжив освіту у Вищій школі російської мови та літератури в Празі, яку закінчив у 1958 році. В Університеті Коменського в Братиславі захистив дисертацію на ступінь кандидата наук (1987) і отримав звання доцента (1991).
Як фахівець із функціонального мовознавства, викладав у 1961—1977 рр. у Педагогічній школі в Пряшові, в 1964—1986 рр. в Університеті Павла Йозефа Шафарика і в 1986—1993 рр. у Вищій педагогічній школі в Нітрі.
Після революції 1989 року, Василь Ябур почав займатися кодифікацією русинської мови.
Ябур є автором (або співавтором, разом з Анною Плішковою) серії підручників пряшівським варіантом русинської мови для університетів, а також співавтором і головним редактором публікації «Правила русинського языка» з 1994 року, яка заклала основу нормативів русинської мови в Словаччині.